# 1904 en sport
Cet article présente les faits marquants de l'année 1904 en sport.

## Automobile
- 17 juin : cinquième édition de la Coupe Gordon Bennett en Allemagne. Le Français Léon Théry s’impose sur une Richard-Brasier.

## Baseball
- Les Americans de Boston enlèvent le titre de la ligue américaine.
- Les New York Giants remportent le championnat de la Ligue nationale.
- En raison de rivalités de personnes, les World Series n'ont pas lieu.

## Cricket
- Le Lancashire est champion d’Angleterre.
- New South Wales gagne le championnat australien, le Sheffield Shield.
- Le Transvaal gagne le championnat sud-africain, la Currie Cup.

## Cyclisme
- Le Français Hippolyte Aucouturier s'impose dans le Paris-Roubaix.
- Tour de France (2 juillet au 24 juillet) : Henri Cornet remporte le Tour… sur tapis vert ! Maurice Garin est déclaré vainqueur au soir du 24 juillet, mais les quatre premiers du classement général sont finalement déclassés au profit de Cornet le 2 décembre. Maurice Garin hérite même d’une suspension de deux ans, tandis que Lucien Pothier, 2e à Paris, est suspendu à vie.

Article détaillé : Tour de France 1904

## Football
- 27 mars : Genoa champion d’Italie.
- 28 mars : Athletic Bilbao remporte la Coupe d’Espagne.
- 6 avril : à Glasgow, l'Angleterre bat l'Écosse 1-0.
- 16 avril : le Celtic FC gagne la Coupe d’Écosse en s’imposant en finale face aux Glasgow Rangers, 3-2.
- 17 avril : FC Saint-Gall remporte le Championnat de Suisse.
- 17 avril : le R.C. Roubaix est champion de France USFSA.
- Sheffield Wednesday FC champion d’Angleterre.
- 23 avril : Manchester City remporte la FA Cup face à Bolton Wanderers, 1-0.
- 23 avril : malgré un match retard (Third Lanarck-Hibernian) qui se jouera le 30, Third Lanarck est champion d’Écosse.
- Linfield FC champion d'Irlande.
- La Royale Union Saint-Gilloise est championne de Belgique de football.
- 1er mai : premier match international de l'équipe de France de football face à la Belgique à Bruxelles. Le score final est de 3-3.
- 21 mai : création, à Paris, de la Fédération internationale de football association (FIFA).
- 5 juin : fondation du Nacional Futbol Club d'Asuncion, club paraguayen de football, champion du Paraguay en 1909, 1911, 1924, 1926, 1942, 1946.
- 7 août : à deux journées de la fin de la compétition, Belgrano Athletic est champion d'Argentine.
- 30 octobre : Sao Paulo AC champion de l'État de Sao Paulo (Brésil).

## Golf
- Le Britannique Jack White remporte le British Open
- L’écossais Willie Anderson remporte l’US Open

## Hockey sur glace
- Les Silver Seven d'Ottawa remportent la Coupe Stanley.
- Coupe Magnus : les Patineurs de Paris sont champions de France.

## Jeux olympiques
- Jeux olympiques Saint-Louis (USA) en marge de l'exposition universelle. Les compétitions se tiennent entre le 1er juillet et le 29 octobre. Comme à Paris quatre ans plus tôt, les jeux sont noyés dans l'Expo et manquent de visibilité. Aucun athlète européen n'effectue le déplacement et la seule médaille française est le fait du seul Français inscrit aux Jeux ; il résidait à Saint-Louis! À noter la première apparition d'un athlète noir dans les palmarès olympique : George Poage, double médaillé de bronze sur 200m haies et 400m haies.
  - Article de fond: Jeux olympiques d'été de 1904.

## Joute nautique
- Louis Vaillé (dit lou mouton) remporte le Grand Prix de la Saint-Louis à Cette.

## Rugby à XIII
- Halifax remporte la Challenge Cup anglaise.

## Rugby à XV
- Le Stade bordelais UC est champion de France.
- Le Kent est champion d’Angleterre des comtés.
- Wellington remporte le premier championnat de Nouvelle-Zélande par provinces, le Ranfury Shield.
- La Western Province remporte le championnat d’Afrique du Sud des provinces, la Currie Cup.

## Ski
- 20 novembre : la Fédération suisse de ski voit le jour à Olten.

## Tennis
- 14e édition du championnat de France :
  - Le Français Max Decugis s’impose en simple hommes.
  - La Française Kate Gillou s’impose en simple femmes.
- 28e édition du Tournoi de Wimbledon :
  - Le Britannique Hugh Lawrence Doherty s’impose en simple hommes.
  - La Britannique Dorothea Douglass en simple femmes.
- 24e édition du championnat des USA :
  - L’Américain Holcombe Ward s’impose en simple hommes.
  - L’Américaine May Sutton s’impose en simple femmes.
- La Grande-Bretagne remporte la Coupe Davis face à la Belgique (5-0).

## Naissances
- 10 février : Eric Johansson, athlète suédois, spécialiste du lancer de marteau.
- 12 février : Georges Paillard, cycliste français
- 15 février : Antonin Magne, coureur cycliste français. († 8 septembre 1983).
- 11 mai : Gérard Simond, joueur professionnel français de hockey sur glace. († 2 janvier 1995).
- 25 mai : Marcel Thil, boxeur français. († 14 août 1968).
- 29 mai : Hubert Opperman, coureur cycliste australien. († 1996).
- 2 juin :
  - Johnny Weissmuller, nageur américain. († 20 janvier 1984).
  - František Plánička, footballeur tchécoslovaque
- 2 juillet : René Lacoste, joueur de tennis français
- 11 août : Yves du Manoir, joueur de rugby à XV français
- 2 octobre : Georges Miez, gymnaste suisse, mort le 17 avril 1999.
- 6 octobre : Harry Cooper, golfeur américain. († 17 octobre 2000).
- 28 octobre : Giulio Gaudini, escrimeur italien, champion olympique au fleuret par équipes en 1928 et 1936, en individuel en 1936. († 6 janvier 1948).
- 14 novembre : Harold Larwood, joueur de cricket anglais. († 22 juillet 1995).

## Décès
- 12 août : William Renshaw, 43 ans, joueur de tennis britannique, vainqueur du Tournoi de Wimbledon 7 fois en simple et 7 fois en double. (° 3 janvier 1861).
- 3 décembre : David Bratton, 35 ans, joueur américain de water polo, champion olympique lors des Jeux olympiques de Saint-Louis (États-Unis). (° 1869).